# Parque natural nacional de Pryazovskyi
El Parque natural nacional de Pryazovskyi (en ucraniano: Приазовський національний природний парк) es el segundo parque nacional más grande de Ucrania, que cubre los estuarios, las llanuras costeras, los accidentes geográficos costeros alrededor del estuario del río Molochna, el estuario de Utlyuksky, en la costa noroeste del mar de Azov. El área presenta una alta biodiversidad, protegiendo tanto los hábitats esteparios como acuáticos, y las zonas de transición únicas en el medio. Los humedales sustentan poblaciones muy grandes de aves acuáticas nidificadoras y migratorias. El parque cruza varios distritos administrativos (raión), incluidos Pryazovske, Melitópol, Berdiansk y Yakymivka, todos ellos situados en el óblast de Zaporiyia.

## Topografía

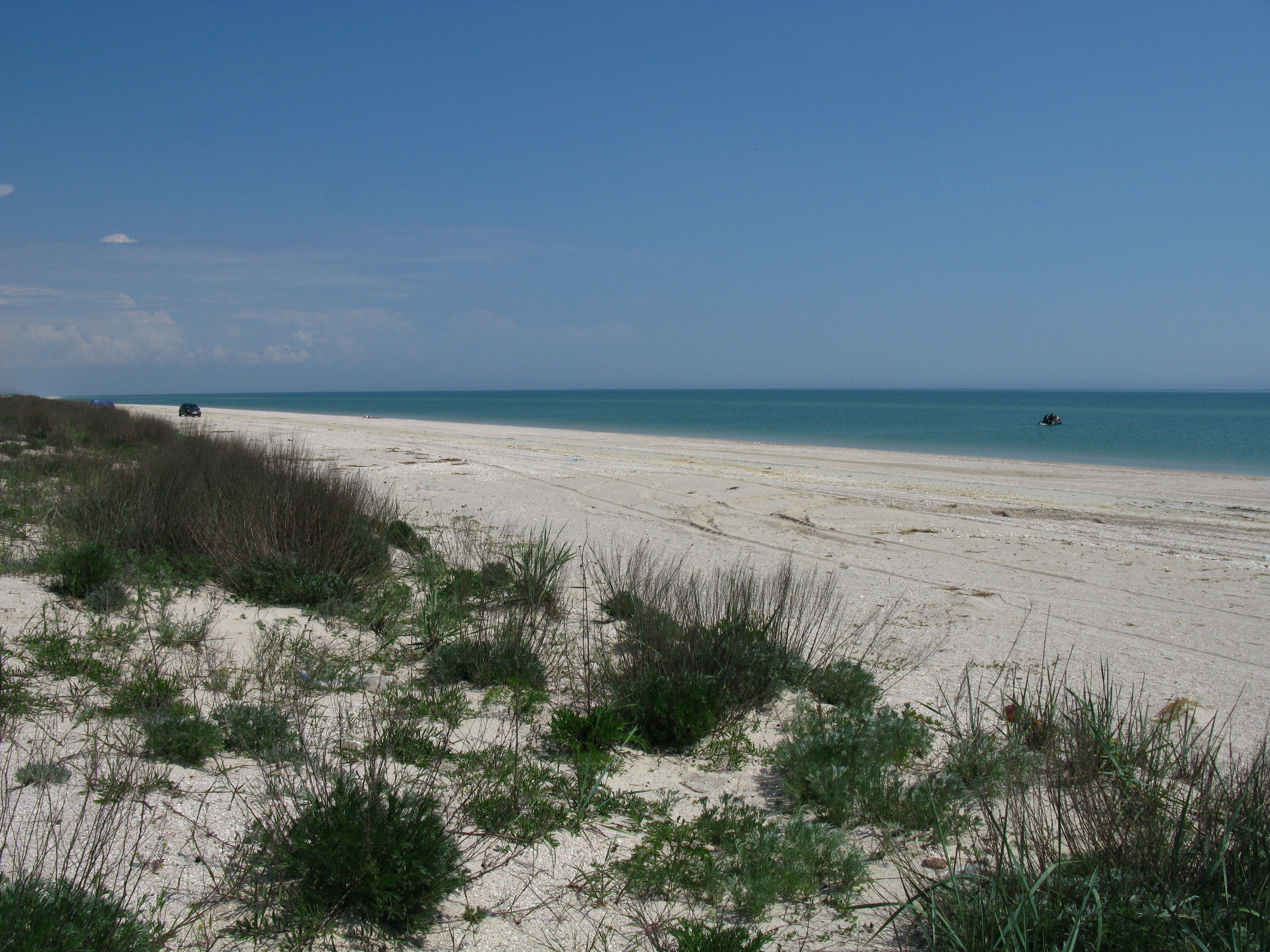
Playa en la lengua costera de Fedotova

Pryazovsky es una franja costera situada en el noroeste del mar de Azov, a unas 20 millas al sur de la ciudad de Melitópol. Los estuarios de la zona (limán) representan alrededor de un 80 % de tierra y un 20 % de agua. Los hábitat en sí muestran una gran diversidad: estepa, llanura costera, pantanos de llanura aluvial, estuarios de salinidad variable, lenguas, penínsulas, islas de concha arenosa, dunas y lagunas salinas. El río más grande que atraviesa el parque es el río Molochnyi, que forma un limán (laguna) salino frente al mar de Azov. El parque está conectado por la delgada lengua costera de Fedotova a la isla Biryuchyi en el Parque nacional natural de Azov-Sivash.

## Clima y ecorregión
El clima del parque es clima continental húmedo, con veranos cálidos (clasificación climática de Köppen (Dfb)). Este clima se caracteriza por grandes diferencias estacionales de temperatura y un verano cálido (al menos un mes con un promedio de más de 22 °C (71,6 °F), inviernos templados, y precipitaciones relativamente uniformes a lo largo del año (sin estación seca). La precipitación en el parque tiene un promedio de 300–400 mm/año, y la evaporación es de 800–900 mm/año. La temperatura del agua varía hasta 30 °C (86, 0 °F) en junio.
El parque natural nacional de Pryazovskyi se encuentra en la ecorregión de la estepa póntica, una región que cubre una extensión de pastizales que se extiende desde la costa norte del mar Negro hasta el oeste de Kazajistán.

## Instalaciones
Como parque nacional, Pryazovskyi se distribuye en distintas zonas que brindan protección y recreaciónː  
- Zona protegida: 8561 hectáreas (10%)
- Zona de «recreación estacionaria»: 665 hectáreas (1%);
- Zona de «recreación reglamentada»: - 7082 hectáreas (9%);
- Zona económica: 62.943 hectáreas (80%).

El parque nacional de Pryazovskyi incluye dos humedales de importancia internacional «Sitios Ramsar»: «Limán del Molochna» (Estuario del Molochna) y «Desembocadura del río Berda y la lengua costera de Berdianska y la bahía de Berdianska Bay».

## Turismo
Hay dos pueblos turísticos en la costa de la región: el pueblo de Kyrylivka y la ciudad turística de Berdiansk. El área es accesible por tren y es un destino muy popular de playa, con una amplia variedad de spas e instalaciones recreativas. La zona es conocida por sus aguas minerales, lodos medicinales y un clima saludable. Los científicos del parque brindan programas educativos para el público local y las escuelas.